# Blang Cot Tunong

Blang Cot Tunong is een bestuurslaag in het regentschap Bireuen van de provincie Atjeh, Indonesië. Blang Cot Tunong telt 1098 inwoners (volkstelling 2010).